# Edward Rojas Vega
Edward Fernando Rojas Vega (Potrerillos, Diego de Almagro; 1951) es un arquitecto, escritor, académico y artista visual chileno, Premio Nacional de Arquitectura (2016).
Radicado desde 1977 en Chiloé, ha enfocado su trayectoria en el patrimonio arquitectónico y cultural de la isla y su defensa. Es fundador y presidente del Museo de Arte Moderno Chiloé.

## Biografía
Nació en un extinto campamento minero llamado «Mina Vieja» de la localidad de Potrerillos, comuna de Pueblo Hundido, actual Diego de Almagro. Hijo de Emilia del Carmen Vega y Antonio Rojas, quien trabajaba en el subterráneo del campamento.
A mediados de la década de 1950 el mineral fue mermando, por lo que la familia se traslada a un nuevo yacimiento descubierto, bautizado como El Salvador.
Estudió en el Internado Nacional Barros Arana (INBA) en Santiago, y en la Escuela de Arquitectura de la en ese entonces sede Valparaíso de la Universidad de Chile; hoy conocida como la Universidad de Valparaíso.
El verano de 1977 junto al arquitecto Renato Vivaldi (flautista de la banda Congreso) y sus familias se instalan a vivir en Castro. El mismo año fundan el Taller de Arquitectura Puertazul, a través del cual lideraron la «defensa de los barrios de palafitos de Castro» en 1979.
Fue parte del equipo de responsables para la restauración arquitectónica de cuatro de las dieciséis Iglesias de Chiloé declaradas Patrimonio de la Humanidad por la UNESCO: las iglesias de Dalcahue, Teupa, Chonchi y de Castro.

## Obras destacadas

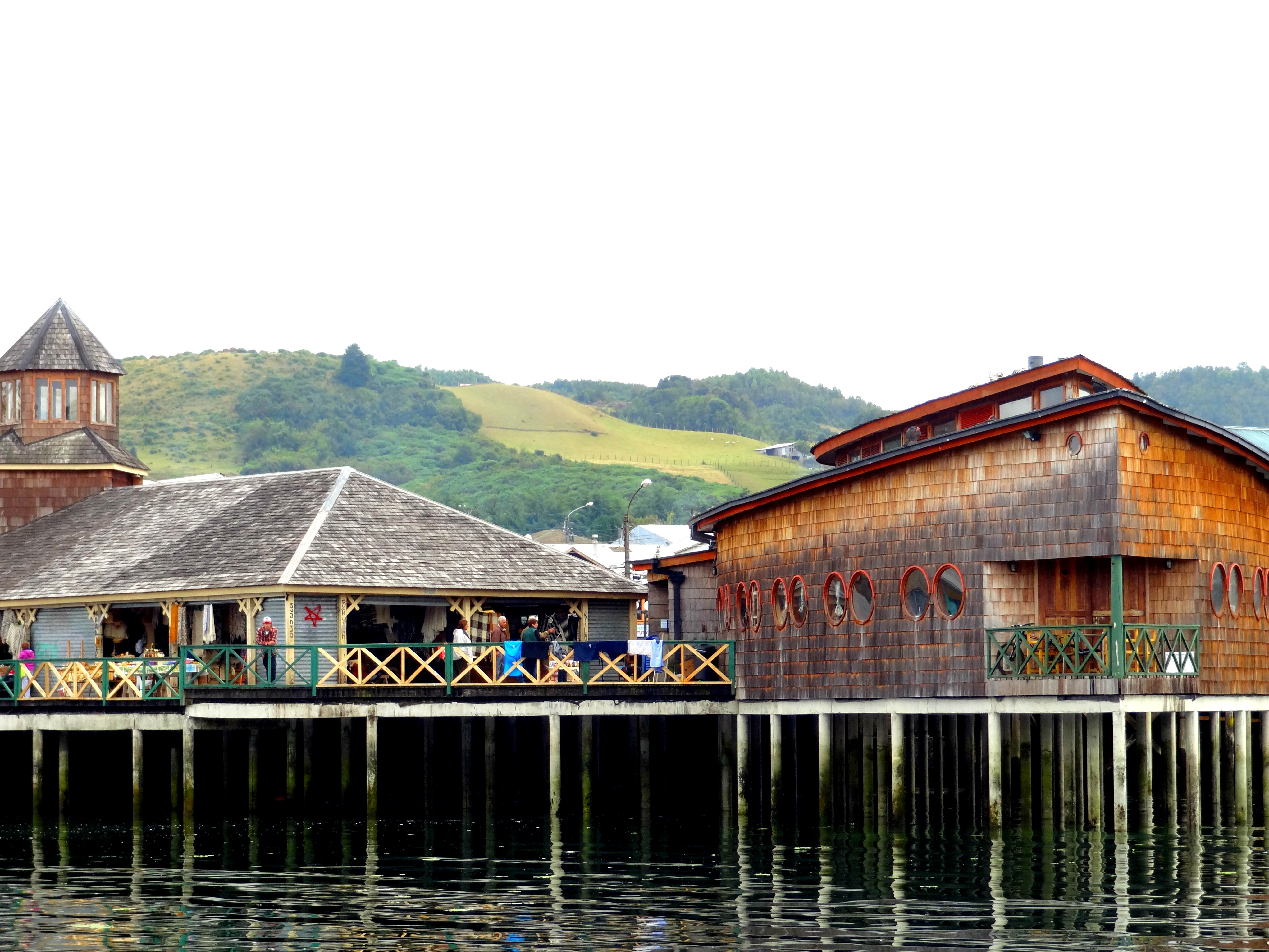
A la derecha, edificio de las cocinerías de Dalcahue, inspirado en una dalca. A la izquierda, parte del techo de la feria, diseñado por Rojas y Vivaldi.

| Obra                                        | Localización | País |
| ------------------------------------------- | ------------ | ---- |
| Casa Barco                                  | Castro       | CL   |
| Cocinerías La Dalca                         | Dalcahue     | CL   |
| Diversas construcciones del Parque Tantauco | Quellón      | CL   |
| Hotel Vientosur                             | Puerto Montt | CL   |
| Hotel Unicornio Azul                        | Castro       | CL   |
| Museo de Arte Moderno Chiloé                | Castro       | CL   |

## Premios
- 1989: Finalista en el Premio Internacional de Arquitectura Andrea Palladio, Vicenza, Italia
- 1996: Premio en la X Bienal de Santiago, Categoría Restauración y Reciclaje
- 1996: Premio en la X Bienal de Santiago, Premio especial Junta de Andalucía
- 2013: Premio Cultural de la Región de los Lagos
- 2014: Concurso de Vivienda Social de la XIV Bienal de Arquitectura y Urbanismo
- 2015: Premio Ensamble
- 2016: Premio Nacional de Arquitectura de Chile
- 2017: Premio Chiloé de Extensión Cultural

## Publicaciones
- Chiloé, cultura y bordemar, Edward Rojas y Renato Vivaldi, Ediciones Puertazul, Chiloé, 1979.
- La iglesia de Dalcahue, Taller Puertazul, Ediciones Puertazul, Chiloé, 1981.
- Arquitectura culta y naif en Chiloé, Rodrigo Fisher y Edward Rojas – Ediciones Mirmicoleón bordemarino, Chiloé, 1985.
- 10 años de arquitectura en Chiloé, Edward Rojas – Inédito, 1986.
- Nuevas tensiones para viejas estructuras, poblados históricos en el ojo del volcán, Edward Rojas – Ediciones El Redil, Chiloé, 1988.
- Edward Rojas: el reciclaje insular, Editorial Escala – Colección Somosur N.º 18, Bogotá – Colombia, 1996.
- 2001, Edward Rojas – 5º Coloquio Suelo Americano, Chiloé, 2003.
- Arte latinoamericano del siglo XX: otras historias de la historia - arquitectura moderna de Chiloé 1936- 1976, Edward Rojas y Patricia Jiménez – Proyecto Fondecyt, 2004.
- Guía de arquitectura y territorio de Chiloé, Jorge Lobos, Lorenzo Berg, Manuel Ulloa y Edward Rojas, Ediciones Junta de Andalucía, Sevilla, España, 2006.
- Lo perecedero, lo versátil y lo ecléctico en la arquitectura de Chiloé, Edward Rojas, Libro Conferencia SAL XII, Concepción, 2007.
- New Seaside Interiors, Edward Rojas, Chiloé Island, Chile, Editorial TASCHEN, Alemania, 2008.
- Mini Hotels / Hotel Boutique Palafito 1326, Edward Rojas, Editorial MONSA Barcelona, España, 2011.
- Casas y hogares de Achao, Edward Rojas Editorial Círculo de Amigos del Museo de Achao, 2013.
- Palafitos de Castro, de lo vernacular a lo contemporáneo, Edward Rojas, y Bárbara Elmúdesi, inédito, 2013.
- Arquitectura vernácula iberoamericana - construcciones en Chiloé, sur de Chile, Lorenzo Berg y Edward Rojas. Graciela Viñuales (editora) Red AVI Colección Textos Universidad Olavide Sevilla, España, 2013.